# VIII edició dels Premis MiM
La 8a cerimònia de lliurament dels Premis MiM Series, coneguts com a Premis MiM 2020, van tenir lloc en Madrid el 23 de febrer de 2021. Premiaran a les sèries espanyoles estrenades en la temporada passada (entre l'1 d'octubre de 2019 i el 30 de setembre de 2020) en televisió i en les diferents plataformes digitals.

## Preparació

### Jurat[2]
- Alex O'Dogherty, és un artista polifacètic. La seva carrera discorre amb èxit en totes les facetes de l'audiovisual i en els escenaris teatrals i musicals, però també en la ràdio o com a mestre de cerimònies en nombroses gales. Alguns dels seus notables papers es troben entris aquests exemples:: Los hombres de Paco, Olmos y Robles o Camera Café.

- Gema Rodríguez Lavín, és periodista, i ha desenvolupat tota la seva carrera en la ràdio. Va començar la seva marxa professional en Radi El País, i des de finals dels vuitanta treballa en la cadena SER.

- Juanma Pachón, és un creador de ficció en televisió de sèries com: Médico de familia (Telecinco) o Compañeros] (Antena 3); també va dirigir sèries com: Física o química, Sin tetas no hay paraíso, Chiringuito de Pepe o Allí abajo.

- María del Puy Alvarado, és productora de cinema. Llicenciada en Ciències de la Informació per la Universitat Complutense de Madrid i Diplomada en Producció per la ECAM. Des de l'any 2006 dirigeix l'empresa audiovisual Malvalanda amb la qual ha produït nombrosos treballs audiovisuals: ficció, documental i comercials.

- Marta González de Vega, és una guionista de ficció televisiva i de pel·lícules com Sin rodeos o Padre no hay más que uno.

## Nominats i guanyadors
Els nominats finalistes es van donar a conèixer el 26 de gener de 2021:
Categories generals
| Millor DAMA a la millor sèrie dramàtica | Millor DAMA a la millor sèrie de comèdia |
| --- | --- |
| - La unidad - Desaparecidos - HIT - Veneno - Hache | - Gente hablando - Vida perfecta - El pueblo - Vamos Juan - El vecino |
| Premi DAMA a la millor minisèrie o tv-movie | Premi DAMA a la millor sèrie diària |
| - Patria - Inés del alma mía - Hache - La línea invisible - Días de Navidad | - Servir y proteger - Mercado central - Amar es para siempre - El secreto de Puente Viejo |
| Premi MIM a la millor interpretació femenina de drama | Premi MIM a la millor interpretació masculina de drama |
| - Elena Irureta i Ane Gabarain per Patria - Adriana Ugarte per Hache - Belén Rueda per Madres. Amor y vida - Nathalie Poza per La unidad                                                                                        | - Javier Rey per Hache - Daniel Grao per HIT - Juan Echanove per Desaparecidos - Unax Ugalde per La valla - Luis Zahera per La unidad |
| Premi MIM a la millor interpretació femenina de comèdia | Premi MIM a la millor interpretació masculina de comèdia |
| - Aixa Villagrán per Vida perfecta - Saida Benzal per Por H o por B - Diana Gómez per Valeria - María Pujalte per Vamos Juan - Paz Padilla per La que se avecina                                                                | - Enric Auquer per Vida perfecta - Raúl Fernández per El pueblo - Antonio Pagudo per Benidorm - Fernando Tejero per La que se avecina - Miguel Ángel Tirado per El último show |
| Premi MIM a la millor direcció | Premi MIM al millor guió |
| - Dani de la Torre per La unidad - Víctor García León, Borja Cobeaga i Javier Cámara per Vamos Juan - Javier Calvo Guirao i Javier Ambrossi per Veneno - Óscar Pedraza i Félix Viscarret per Patria - Jorge Dorado per The Head | - Leticia Dolera i Manuel Burque per Vida perfecta - Aitor Gabilondo per Patria - Michel Gaztambide, Alejandro Hernández y Mariano Barroso per La línea invisible - Verónica Fernández, Antonio Mercero, Carlos López i Almudena Ocaña per Hache - Julián de Tavira, María Jaén, Amaya Muruzabal i Curro Royo per Hernán |

Categories específiques
- Premi MiM Sèries: Premi Jove Talent - Ester Expósito

## Múltiples nominacions i premis

### Drama
| Sèrie              | Nominacions |
| ------------------ | ----------- |
| Patria             | 5           |
| La Unidad          | 4           |
| Hache              | 4           |
| Veneno             | 2           |
| HIT                | 2           |
| La línea invisible | 2           |
| Desaparecidos      | 2           |
| Hernán             | 2           |

| Serie         | Premios |
| ------------- | ------- |
| Vida Perfecta | 3       |
| Patria        | 2       |
| La Unidad     | 2       |

### Comèdia
| Sèrie             | Nominacions |
| ----------------- | ----------- |
| Vida Perfecta     | 4           |
| Vamos Juan        | 3           |
| La que se avecina | 2           |
| El pueblo         | 2           |